# Desa Citalang (administrativ by i Indonesien, lat -6,65, long 107,35)
Desa Citalang är en administrativ by i Indonesien.   Den ligger i provinsen Jawa Barat, i den västra delen av landet, 70 km sydost om huvudstaden Jakarta.